# Kinzig-Murg-Rinne zwischen Ettlingen und Malsch
Die Kinzig-Murg-Rinne zwischen Ettlingen und Malsch ist ein vom Landratsamt Karlsruhe durch Verordnung vom 11. Dezember 2001 ausgewiesenes Landschaftsschutzgebiet auf dem Gebiet der Stadt Ettlingen und der Gemeinde Malsch im Landkreis Karlsruhe. 

## Lage und Beschreibung

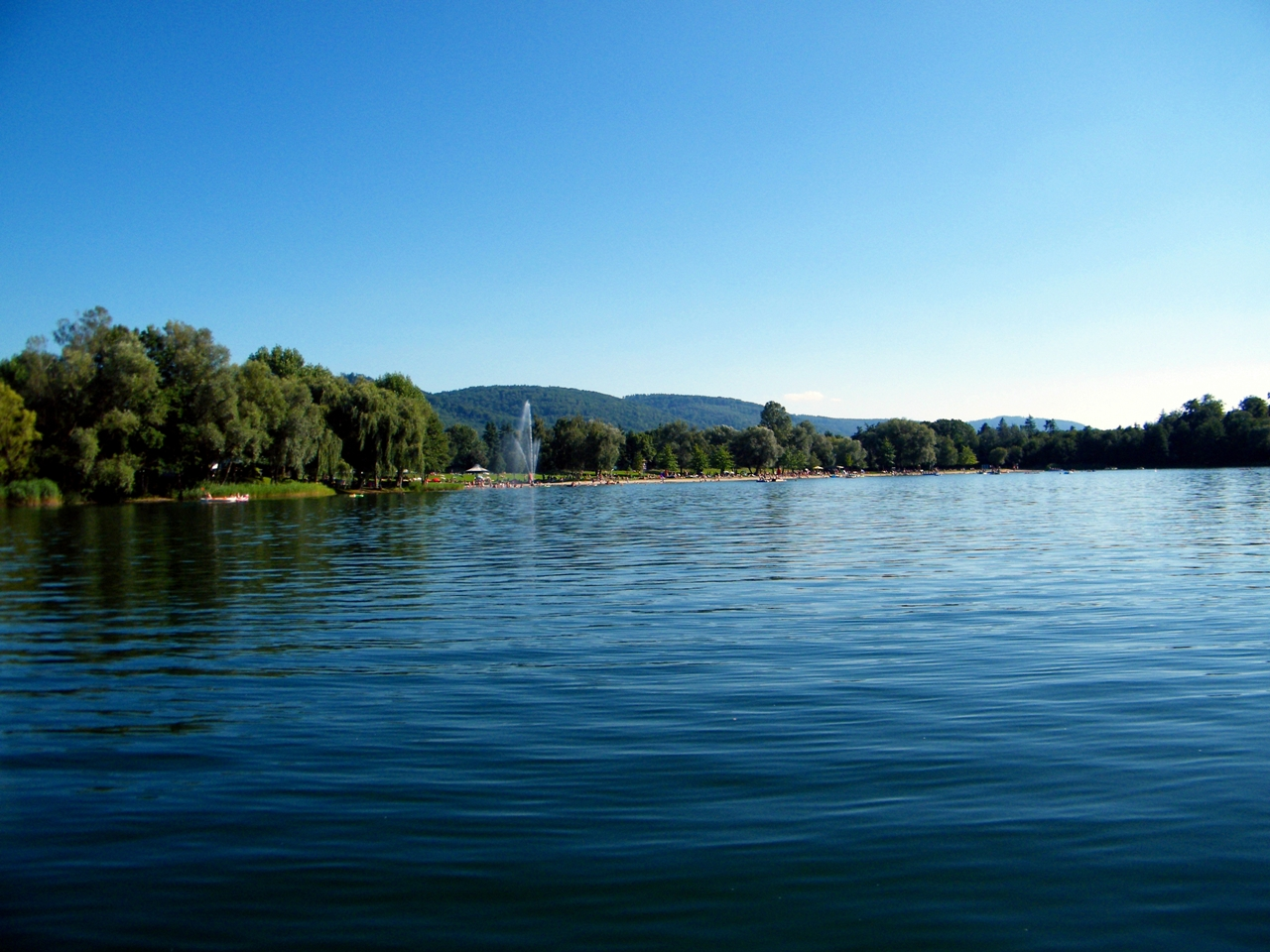
Der Bruchtzigsee

Das ungefähr 6,8 km² große Landschaftsschutzgebiet liegt in der Kinzig-Murg-Rinne am Malscher Landgraben östlich der Bundesautobahn 5. Es besteht aus vier Teilgebieten. Das gröte Teilgebiet liegt nordöstlich von Malsch und reicht bis Bruchhausen. Ein kleineres Teilgebiet liegt im Gewann Bruch südlich von Malsch, zwei weitere Teilgebiete liegen zwischen Bruchhausen, Ettlingenweier und Ettlingen. Naturräumlich gehört es zu den Hardtebenen.
Im Süden ist die Landschaft überwiegend landwirtschaftlich genutzt, wobei sich Wiesen, Streuobstbestände und Äcker in einem kleinräumigen Mosaik abwechseln. Im nördlichen Teil überwiegen größere Waldbestände und großflächige Grünlandschläge. Auch die Baggerseen Hurstsee und Bruchtzigsee sind Teil des Landschaftsschutzgebiets.
Es grenzt im Westen an das Landschaftsschutzgebiet Hardtwald südlich von Karlsruhe. Eingebettet in das Landschaftsschutzgebiet liegen zudem mehrere flächenhafte Naturdenkmale. Das Gebiet überschneidet sich teilweise mit dem FFH-Gebiet Wälder und Wiesen bei Malsch.

## Schutzzweck
Wesentlicher Schutzzweck des Landschaftsschutzgebietes ist laut Schutzgebietsverordnung „die Sicherung, Erhaltung und Entwicklung
a) der für die Kinzig-Murg-Rinne charakteristischen Landschaftselemente mit ihren prägenden Biotopstrukturen wie Röhrichte, Riede, Gehölz- und Gewässerkomplexe, Waldbestände und Wiesen unterschiedlicher Ausprägung, insbesondere den Feucht- und Streuobstwiesen, sowie von weiteren schutzwürdigen Lebensräumen mit ihrer Vielzahl schutzbedürftiger Pflanzen- und Tierarten;
b) der vielfältigen, zum Teil bedrohten Lebensgemeinschaften der Tier- und Pflanzenwelt der Kinzig-Murg-Rinne, wie z.B. Feuchtwiesen, Röhrichte, Weidengebüsche, Gewässer und Wälder, geprägt insbesondere durch die wechselnden Grundwasserstände und die Grabensysteme im Einzugsbereich des Malscher Landgrabens;
c) eines Verbundes naturnaher Biotopstrukturen innerhalb der landwirtschaftlich genutzten Flur auch durch Maßnahmen der Biotopvernetzung, der Flächenextensivierung, der Zulassung der Sukzession und gezielter Artenschutzmassnahmen;
d) der Waldbestände unter verstärkter Beteiligung standortheimischer Baumarten, insbesondere hinsichtlich des Umbaus von Pappelbeständen in Erlenbruch- bzw. Erlen-Eschen-Wälder auf stark vernässten bzw. grundwassernahen Standorten;
e) des für die Kinzig-Murg-Rinne charakteristischen Landschaftsbildes, geprägt einerseits durch reichhaltig strukturierte, andererseits durch weithin offene Landschaftsräume. Für erstere ist insbesondere die Sicherung und Entwicklung von Biotopstrukturen wie Gehölze, Waldränder, Streuobstwiesen und Feuchtgebietskomplexe, für letztere insbesondere die Sicherung der flächigen Wiesen im Verbund mit landschaftsprägenden Baumweiden von Bedeutung. Eine Erhöhung des Wiesenanteils ist anzustreben. Die Sicherung und Entwicklung des charakteristischen Landschaftsbildes ist insbesondere unter dem Aspekt der Erholungsvorsorge zu betreiben.“

## Geschichte
Teile des Gebietes standen bereits früher unter Landschaftsschutz. Das LSG Bruchtzig wurde 1962 ausgewiesen und in das neue Landschaftsschutzgebiet integriert. Einige Flächen haben vorher zum LSG Hardtwald südlich von Karlsruhe gehört.